# Скок (кошарка)
Скок у кошарци је јако битан део игре у којем екипа долази у посед одбијене лопте након промашеног шута на кош.

## Подела скокова
Скокове делимо на две основне категорије: дефанзивни и офанзивни.
Дефанзивни скок је кад екипа која игра у нападу промаши шут, а играчи одбрамбене екипе дођу у посед одбијене лопте. Ови скокови су много чешћи, јер се играчи екипе која игра у одбрани налазе на позицијама које су ближе кошу.
Офанзивни скок је кад екипа која промаши шут дође у посед одбијене лопте. Овај скок даје екипи другу прилику за постизање коша током самог скока или организовањем новог напада.

## Скакачи
Скок се приписује играчу који, након одбијене лопте, први дође у њен потпуни посед или одбијену лопту спреми у кош.
Најважније особине доброг скакача јесу висина и снага, као и добар осећај за постављање испод коша. Разумљиво је да највише скокова направе играчи који играју на позицијама центра и крила због своје висине, а и због својих задатака у току утакмице.
Најбољи скакач у историји НБА лиге је Вилт Чејмберлен, који са 23,924 скокова у каријери држи уверљиво 1. место. Такође је први по просеку скокова у каријери (22,9), броју скокова у једној сезони (2,149) и просеку сезоне (27,2 скока по утакмици), као и броју скокова на једној утакмици (55).